# Sikorsky S-42
Sikorsky S-42 byl čtyřmotorový dopravní létající člun vyvinutý americkou společností Sikorsky pro americké aerolinky Pan Am. Navržen byl pro nasazení na dálkových linkách, primárně z USA do Jižní Ameriky. Dále rozvíjel koncepci svého předchůdce Sikorsky S-40. Do provozu byl uveden roku 1934. Celkem bylo postaveno deset letounů tohoto typu. Všechny objednala společnost Pan Am.

## Vývoj

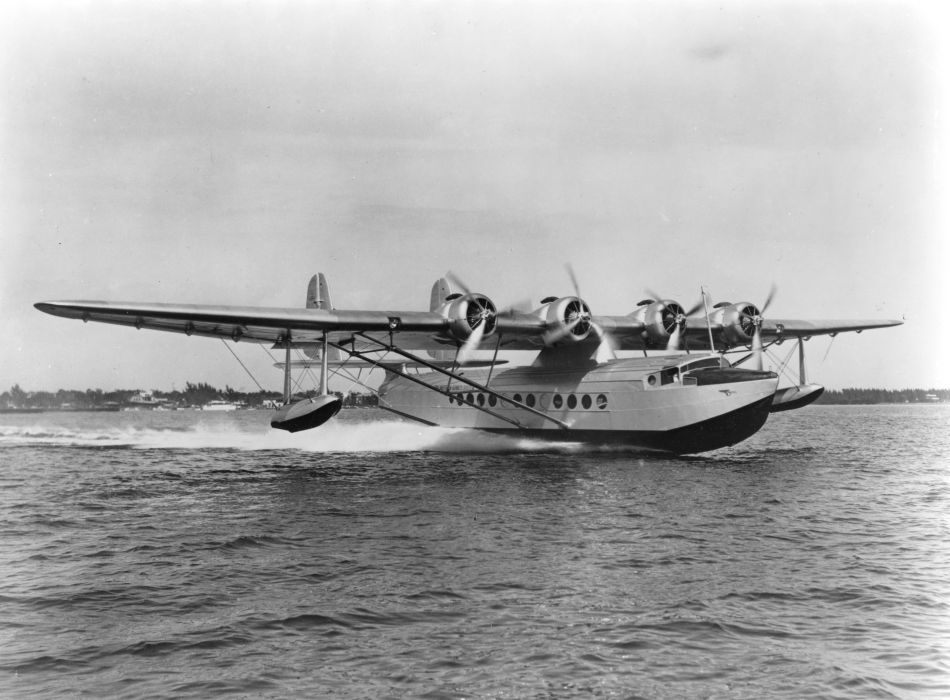
Sikorsky S-42 společnosti Pan Am

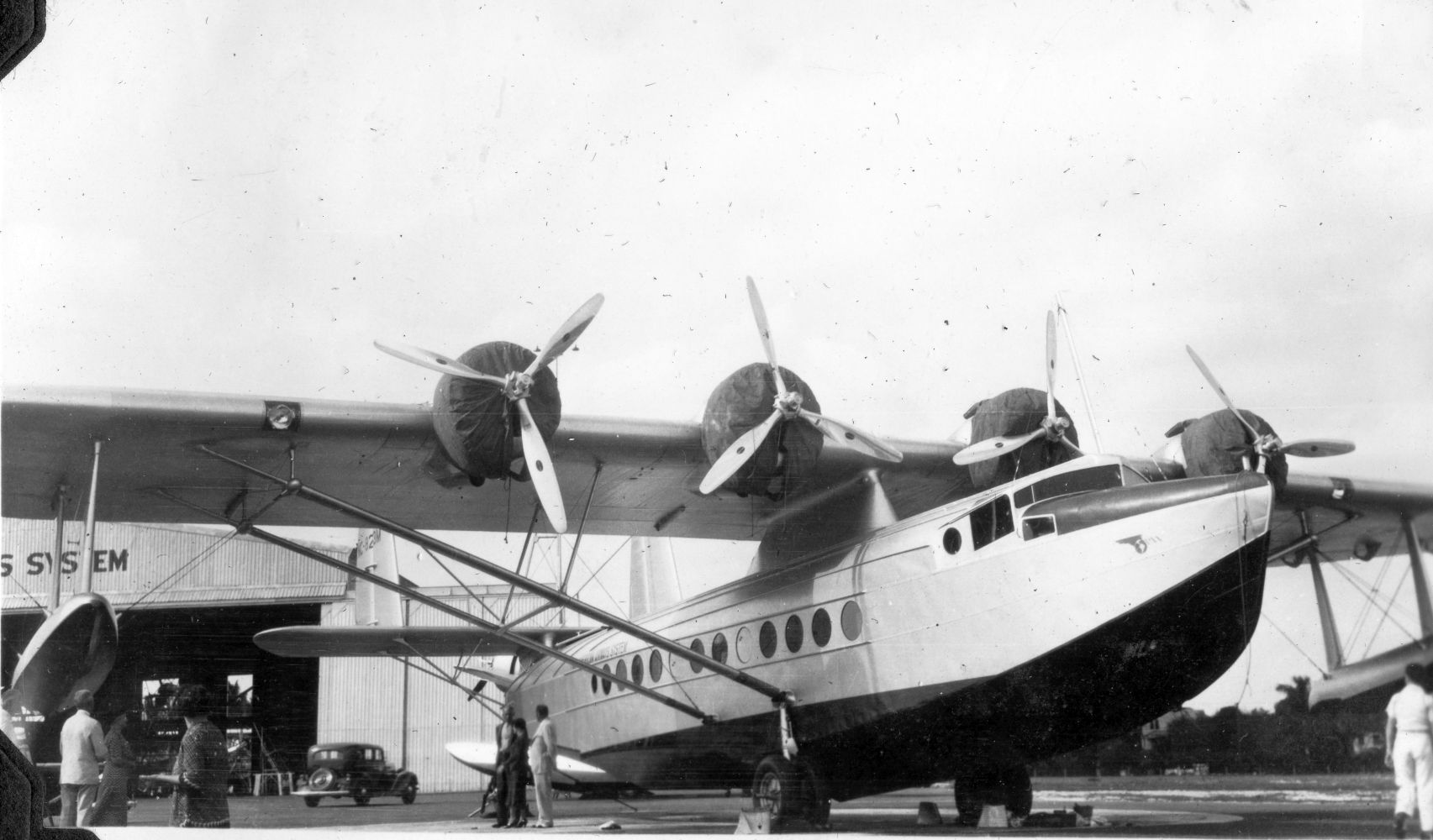
Sikorsky S-42 společnosti Pan Am

Dopravní létající člun Sikorsky S-40 položil základy pro systém linek společnosti Pan Am v Latinské Americe. Společnost však Pan Am však nikdy nebyla plně spokojená s jeho kompromisní konstrukcí. V době uvedení typu S-40 do služby technický poradce Pan Am Charles Lindbergh vypracoval specifikace letounu, který by lépe splňoval požadavky společnosti na dálkové linky. Specifikace z roku 1931 obdrželo sedm leteckých výrobců. Vyústily ve vznik dvou letounů. Igor Sikorskij typem S-42 navazoval na předchozí S-40 a společnost Glenn L. Martin Company chtěla projektem Martin M-130 rozšířit své podnikání z vojenského do civilního sektoru. Ředitel Pan Am Juan Trippe nakonec přijal obě nabídky, mimo jiné proto, aby se vyhnul závislosti na jednom výrobci. Dne 1. října 1932 Pan Am objednal tři letouny S-42 s opcí na dalších sedm. Konkurenční Martin M-130 byl vyroben ve třech exemplářích.
Výrobu tohoto typu zajistil závod Vought-Sikorsky Aircraft Division společnosti United Aircraft and Transport Corporation ve Stratfordu v Connecticutu. První let prototypu se uskutečnil 30. března 1934. Stroj pilotoval zkušební pilot Boris Vasilievich Sergievsky. S ním byl na palubě už jen letecký mechanik.
Během zkoušek S-42 dosáhl řady světových rekordů. Dne 1. dubna 1934 piloti Edwin Musick, Sergievsky a Charles Lindbergh dosáhly několika světových rekordů FAI (například průměrné rychlosti 253,60 km/h na trati o délce 1000 km). Dne 26. dubna 1934 Boris Sergievsky a kopilot Raymond B. Quick získali světový rekord FAI, když s nákladem 7533 kg vystoupali do výšky 2000 m. Dne 17. května 1934 S-42 s nákladem přes 5000 kg vystoupal do rekordní výšky 6220 metrů.
Dne 16. srpna 1934 byl první exeplář S-42 uveden do provozu na jihoamerických linkách z Miami. Dne 18. srpna 1934 tento letoun v Rio de Janeiru pokřtila jako Brazilian Clipper (imatrikulace NC822M) Darci Vargas, manželka brazilského prezidenta Vargase. Oproti létajícím člunů S-40 se cesta z Miami do Buenos Aires v modernějších S-42 zkrátila z osmi na pět dnů. Úspěšný S-42 se brzy rozšířil i na další linky. Slabinou S-42 byl jeho dolet, neumožňující plnohodnotné nasazení v oblasti Pacifiku. Druhý vyrobený S-42 West Indies Clipper (později Pan American Clipper a Hong Kong Clipper) nenesl cestující, zato byl vybaven přídavnými nádržemi, které mu dávaly dostatečný dolet k letům z Kalifornie na Havajskými ostrovy. Poté jej společnost Pan Am využila pro průkopnické lety přes Tichý oceán.
Celkem bylo postaveno deset letounů tohoto typu. Vyráběn byl ve třech verzích (S-42, S-42A, S-42B). Žádný exemplář se nedochoval.

## Popis

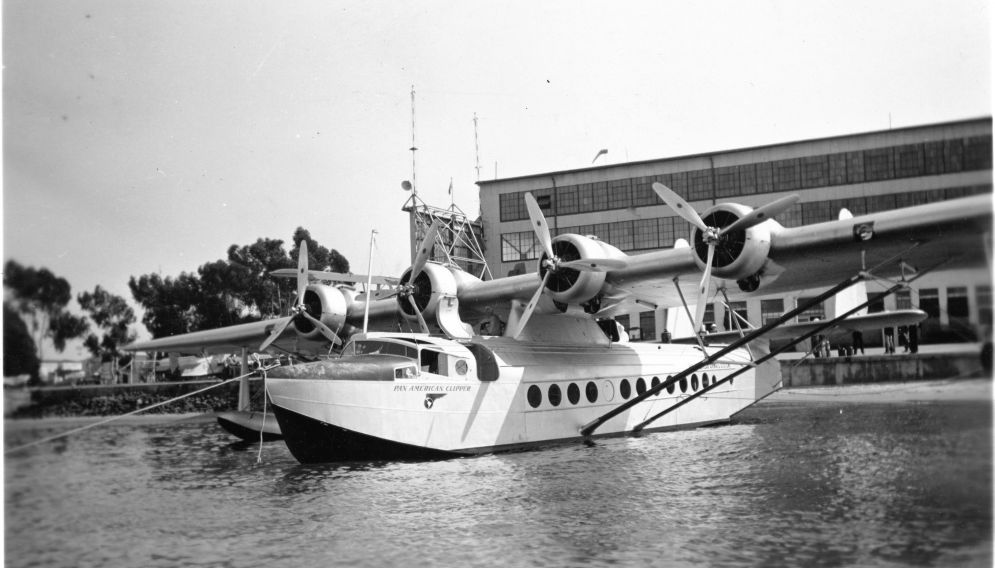
Sikorsky S-42 společnosti Pan Am

Letoun měl celokovovou konstrukci z duralu. Využíval řadu moderních řešení (stavitelné vrtule aj.). Měl pětičlennou posádku (dva piloti, palubní inženýr, radista a steward). Přepravoval 32 pasažérů, cestujících ve čtyřech oddílech po osmi sedadlech. V lůžkové verzi přepravil čtrnáct pasažérů. Cestujícím nabízel na svou dobu luxusní prostředí. Pohon zajišťovaly čtyři vzduchem chlazené hvězdicové devítiválce Pratt & Whitney R-1690-S1EG Hornet o výkonu 750 hp (559 kW), roztáčející třílisté stavitelné vrtule Hamilton Standard.

## Specifikace

### Technické údaje
Citováno dle
- Posádka: 5
- Kapacita: 32 cestujících (14 ve spacím uspořádání)
- Rozpětí: 34,798 m
- Délka: 20,625 m
- Výška:
- Hmotnost prázdného letounu: 8272 kg
- Vzletová hmotnost: 17 237 kg
- Pohonná jednotka: 4× hvězdicový motor Pratt & Whitney R-1690-S1EG Hornet
- Výkon pohonné jednotky: 750 hp (559 kW)

### Výkony
- Cestovní rychlost: 266 km/h
- Maximální rychlost: 303 km/h (ve výšce 1524 m)
- Dolet: 3106 km
- Dostup: 4877 m